# 卡尔·舒曼
卡尔·舒曼（德語：Carl Schuhmann，1869年5月12日—1946年3月24日），德国前男子竞技体操运动员。他曾获得1896年夏季奥运会体操比赛男子团体单杠、男子团体双杠和男子跳马金牌，另外在摔跤比賽獲得金牌，合共贏得四枚金牌，成為首屆現代奧林匹克運動會最成功的運動員。
舒曼是柏林體操協會（Berliner Turnerschaft）的成員，曾是成功的德國體操隊成員之一。在1896年夏季奧林匹克運動會體操比賽，他贏得双杠和单杠項目的團體比賽金牌成員之一。舒曼在跳馬項目中又贏得第三個金牌，他還參加個人双杠、单杠、鞍馬及吊環比賽項目，當中最佳成績為吊環比賽排名第五。
舒曼除了參加體操比賽，他還參加摔角比賽，並且同樣贏得了冠軍，盡管他比大多數的對手都輕盈且體型較小。在第一輪比賽中，他面對英格蘭和愛爾蘭的朗斯頓·艾略特，這位艾略特曾獲得舉重比賽的冠軍。舒曼輕鬆獲勝。在準決賽中，德國選手因對手退賽而晉級。在決賽中他面對希臘的喬治·齊塔斯。比賽進行40分鐘後，裁判認為天色太暗，比賽無法繼續，比賽被延期到第二天進行。第二天早上，舒曼很快就以勝利結束比賽，贏得第四面金牌。他也參加舉重比賽，最終獲得第四名。
舒曼是歷史上同一屆奧運會上參加四個不同的運動項目僅有三名運動員之一，並且是這三人中最成功的運動員。他在1908年倫敦奧運會上成為英國的體操教練直到1936年柏林奧運會，儘管當時已經年屆六十多歲，他仍參加一次體操表演。他於10年後在柏林去世，享年76歲。他的墓碑上刻有“德國的第一位奧運會冠軍”的字樣，下面標誌著五個奧運環和“雅典1896”的傳奇。

## 外部鏈接
- Carl Schuhmann在Olympedia的个人资料和比赛数据